# Еврейская община Буйнакска

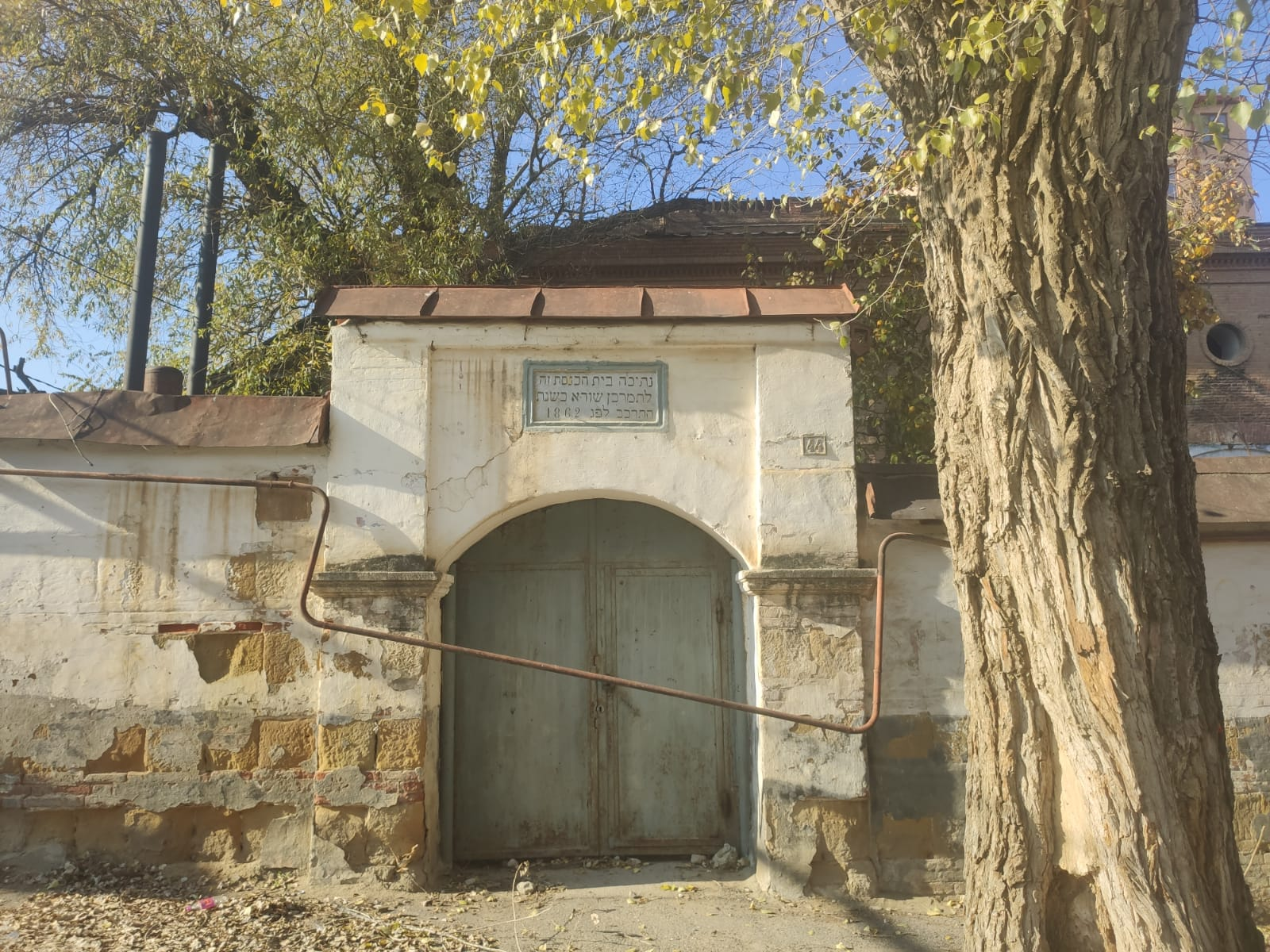
Главный вход в Буйнакскую синагогу. 2024 г.

Еврейская община Буйнакска — это евреи, когда-либо проживавшие на территории современного Буйнакска, города в российской Республике Дагестан. Еврейская община является одной из старейших на Северном Кавказе. После присоединения Дагестана к Российской империи было построено много крепостей, вокруг которых впоследствии выросли города. Одной из них была Темир-Хан-Шура, переименованная в Буйнакск в 1922 году. В 1850 году здесь, помимо военнослужащих, уже жили русские и армянские торговцы и несколько семей горских евреев-ремесленников. До Февральской революции 1917 года горские евреи и евреи-ашкенази вместе составляли большую часть населения города. Во времена Советского Союза и России еврейская община Буйнакска в основном состояла из горских евреев.

## История

### XIX век
Во время Кавказской войны значительное число евреев, проживавших в горной местности, были убиты соратниками имама Шамиля. Выжили только те, кто согласились принять ислам и присоединиться к газавату, который Шамиль вел против Российской империи. Благодаря усилиям еврейских лидеров выжили только те, кто был эвакуирован в крепость Чир-Юрт под охраной русских войск. Там они вместе с русским гарнизоном выдержали штурм, предпринятый горцами. После того, как опасность миновала, небольшая группа евреев перебралась из Чир-Юрта в крепость Темир-Хан-Шура. Евреям-ашкенази, отслужившим свой срок в армии Российской империи, также разрешили поселиться в Темир-Хан-Шуре. Горские евреи и евреи-ашкенази жили в крепости в двух разных кварталах, в каждом из которых была своя синагога. После окончания Кавказской войны горские евреи Темир-Хан-Шуры получили разрешение на строительство синагоги. Ашкеназская синагога, построенная в 1862 году, сохранилась до наших дней.
Большинство евреев в Темир-Хан-Шуре были не горские, а ашкеназские евреи, большинство из которых были членами купеческой гильдии города и занимались поставками в русскую армию.
- В середине XIX века горско-еврейскую общину возглавлял Шолом-Мелех Мизрахи[4].
- В 1858 году в Темир-Хан-Шуре проживало 200 человек, 89 из которых были горскими евреями.[1]
- В 1866 году путешественник-этнограф Российской империи, известный своим исследованием евреев Кавказа, Иосиф Чёрный (1835—1880) писал что в Темир-Хан-Шуре было 35 еврейских домов. Из 290 евреев 170 были горские евреи[4][1].

В том же 1866 году в городе было две синагоги — горская и ашкеназская.
- В 1860-х годах раввином был Мордехай-Лейб Рассенцов[4].
- В 1873 году в городе проживало 406 евреев[4].
- С 1875 года раввином горских евреев был Хезекияку Мушаилов[4].
- В 1886 году этнограф Анисимов, Илья Шеребетович[5] (1862—1928) зарегистрировал в городе 64 еврейских домов, в которых проживало 164 мужчин и 170 женщин.[1]

По переписи 1897 года в Темир-Хан-Шурском уезде проживало около 100 000 человек, в том числе 2795 евреев. В самом городе проживало более девяти тысяч человек, в том числе 1 199 евреев (13 % населения города).
- В 1890-х годах ашкеназским раввином был Товий Наумович Городецкий[4].
- С 1891 года действует официальная синагога[4].
- В 1899 году в городе проживало 1950 евреев[4].
- В конце 19 века в городе проживало 9089 человек, из них 1950 евреев[4].

### XX век
- В начале 20 века в городе проживало 1800 евреев (28 % населения города)[4].
- В 1910 году в городе проживало 1317 евреев. В том же году, помимо двух синагог, в городе также было еврейское кладбище и еврейская начальная народная школа[4].

Большинство горских евреев города занимались торговлей.
- В 1912 году в Темир-Хан-Шуре проживало 1930 евреев, из которых 1200 были горскими евреями.[1]
- В 1915 году в Темир-Хан-Шурском районе (без Темир-Хан-Шуры) было 3 синагоги.[1]
- В годы Гражданской войны в город переехало 150 еврейских семей.[1]
- В 1926 году в городе проживало 1471 еврей (15,5 % населения города), в том числе 980 горских евреев.[1]
- В 1932 году в Буйнакском районе был создан горско-еврейский колхоз «Новый быт», в котором работало 170 человек.[1]
- В 1939 году в городе проживало всего 196 евреев.[1]

В годы Великой Отечественной войны численность евреев-ашкенази в Буйнакске увеличилась за счет эвакуированных.
- В 1945 году синагога возобновила работу, и на праздничные службы собиралось до 120 евреев.[1]
- До 1951 года раввином города был Меир Ханукаевич Рафаилов.[1]

9 августа 1960 года в буйнакской газете «Коммунист» была опубликована статья «Аллахана да ел еркин» («Даже без Бога дорога открыта»). Автором статьи был депутат одного из местных сельсоветов Д. Мармудов. Статья содержала кровавый навет на евреев:

Они [евреи] верили, согласно своей религии, что пить мусульманскую кровь раз в году было бы хорошо. Некоторые евреи покупали соответственно от 5 до 10 грамм мусульманской крови, которую они смешивали с водой в большой бочке и продавали как воду, соприкоснувшуюся с кровью мусульманина.

Эта клевета вызвала протесты в Западной Европе и протесты горских евреев Дагестана. Советской власти пришлось написать опровержение, автор статьи Д. Мармудов был лишен депутатских полномочий, а главный редактор «Коммуниста» был уволен.
В еврейской общине была воскресная школа, библиотека и молодёжный клуб. Гуманитарная помощь, оказываемая общиной, включает раздачу мацы на праздник Песах.
- В 1980-х годах в городе действовала синагога, раввин которой также исполнял обязанности шо́йхета (резчика скота), регулярно проводился миньян, имелось еврейское кладбище[4].
- В начале 1990-х годов была открыта еврейская школа, а религиозную общину Буйнакска возглавил Даниил Казаков[4].
- В начале 1990-х годов еврейскую религиозную общину Буйнакска возглавлял Нафтали Нафталиев[4].

### XXI век
Буйнакская синагога находится в аварийном состоянии, поэтому не используется.
- В 2012 году в Буйнакске проживало около 20 семей горских и ашкеназских евреев.[8]

В Буйнакске были зафиксированы случаи антисемитизма.
Горские евреи называют этот город «Шуро».
Раввин Буйнакского района — Хаим Фридман.
Председатель общины Буйнакска — Рафик Борисович Пашаев.
- В 2019 году в Буйнакском краеведческом музее была открыта выставка-исследование «История еврейской общины Буйнакска в лицах».[12]
- В 2021 году Буйнакский городской суд Дагестана приговорил местного жителя Артура Абдуллаева к 10 годам колонии особого режима по обвинению в убийстве председателя городской еврейской общины в Буйнакске.[13][14]

По итогам Всероссийской переписи населения 2020 года, в настоящее время в Буйнакске осталось маленькое количество евреев. Часть из них переехала в другие регионы России, многие эмигрировали в Израиль и другие страны.